# Voďankovité
Voďankovité (Hydrocharitaceae) je čeleď jednoděložných rostlin z řádu žabníkotvaré (Alismatales). Některé starší taxonomické systémy ji řadily do samostatného řádu voďankotvaré (Hydrocharitales). Systém APG II řadí do čeledi voďankovité i rod řečanka (Najas s.l.) , který starší systémy často řadily do samostatné čeledi Najadaceae a někdy i do samostatného řádu Najadales.

## Popis
Jedná se o vytrvalé, vzácněji jednoleté, většinou vodní nebo bahenní byliny, sladkovodní nebo i mořské, kořenící ve dně nebo volně plovoucí. Listy jsou nahloučeny na bázi nebo nikoliv, častá je heterofylie, kdy jinak vypadají listy ponořené a jinak na hladině plovoucí či listy nad hladinou. Jsou to dvoudomé nebo jednodomé rostliny, Listy jsou jednoduché, přisedlé nebo řapíkaté, střídavé, vstřícné nebo v přeslenech, uspořádané do spirály nebo dvouřadě, s listovými pochvami či bez nich. Čepele listů jsou celistvé, čárkovité, podlouhlé nebo okrouhlé, žilnatina je souběžná, zpeřená nebo dlanitá či jsou listy jednožilné. Květy jsou jednotlivé nebo v květenstvích, vrcholících. Květy jsou pravidelné, vzácněji trochu nepravidelné, zčásti jsou acyklické. Květenství či květ je často podepřen 2 (vzácně 1) srostlými toulcovitými listeny. Okvětí je většinou rozlišeno na kalich a korunu, zpravidla se jedná o 3 kališní lístky v 1 přeslenu a 3 korunní lístky v 1 přeslenu, popř. 6 okvětních lístků ve 2 přeslenech (vzácně jen 2-3 okvětní lístky), vzácněji okvětí i chybí (třeba samičí květy u Najas). Tyčinek je 4-100 nebo i více (jen vzácně 2-3 či 1), někdy se tyčinky větví, někdy jsou přítomna i staminodia. Gyneceum je složeno z 3-6 (vzácně 2-20 nebo 1) plodolistů, je synkarpní, semeník je spodní. Plod je suchý nebo dužnatý, pukavý nebo nikoliv, zpravidla tobolka, někdy zdužnatělá a připomínající až bobuli, vzácněji nažka.

## Rozšíření ve světě
Je známo 16-17 rodů a asi 76-80 druhů ,, v případě zařazení rodu Najas asi o něco více. Jsou rozšířeny skoro po celém světě, mimo chladné oblasti.
V ČR rostou a jsou původní 4 druhy z čeledi voďankovité (Hydrocharitaceae). Voďanka žabí (Hydrocharis morsus-ranae) je silně ohrožená (C2), vodní rostlina, v ČR ji najdeme hlavně v teplejších oblastech. Řezan pilolistý (Stratiotes aloides) je také silně ohrožená (C2) vodní rostlina, která je původní jen v nivách velkých řek jižní Moravy), ale zdomácněla i jinde. Naopak na jižní Moravě byla ještě před 20 lety zcela vyhynulá, ale od 90. let 20. století proběhla úspěšná reintrodukce. Z rodu Najas to je potom řečanka přímořská (Najas marina) je vzácná a silně ohrožená (C2) vodní rostlina. Ještě vzácnější a kriticky ohrožená je řečanka menší neboli řečanečka menší (Najas minor, syn.: Caulinia minor (All.) Coss. et Germ.).
Vodní mor kanadský (Elodea canadensis) pochází ze Severní Ameriky, v ČR však zdomácněl a je to dnes hojná vodní rostlina. Jen výjimečně byl do ČR zavlečen i vodní mor americký (Elodea nuttallii). Zákruticha šroubovitá (Vallisneria spiralis) je tropická až subtropická vodní rostlina, v ČR jen přechodně zavlečena i do volné přírody.

## Zástupci
- blyxa (Blyxa)
- morovinka (Egeria)
- otélie (Ottelia)
- přeslenice (Hydrilla)
- řečanka (Najas)
- řezan (Stratiotes)
- spirálovka (Lagarosiphon)
- vodní mor (Elodea)
- voďanka (Hydrocharis)
- voďankovec (Limnobium)
- zákruticha (Vallisneria)[4]

## Seznam rodů
Appertiella, Blyxa, Egeria, Elodea (včetně Apalanthe), Enhalus, Halophila, Hydrilla, Hydrocharis, Lagarosiphon, Limnobium, Najas, Nechamandra, Ottelia, Stratiotes, Thalassia, Vallisneria (vč. Maidenia).